# 倉木華
倉木 華（くらき はな、2001年〈平成13年〉8月7日 - ）は、日本のAV女優。ティーパワーズ所属。

## 略歴
2024年5月28日、『新人NO.1STYLE 倉木華 AVデビュー 「私の22年間とセックス、ぜんぶを見てくださいー」』でエスワン専属女優としてAVデビュー。
同年11月4日週FANZA通販フロアランキングにて、出演した『S1 PRECIOUS GIRLS 2024 オールスター24名大集合ハーレムアイランドSpecial』が初登場1位にランクイン。11月11日週では同作が1位。DVD版も3位にランクインした。
2025年1月27日週FANZA動画フロアランキングにて、2024年10月発売の『無邪気で絶対Hさせてくれそうな彼女の妹が終電逃して泊まりに来た。 倉木華』が注目を浴び9位まで上昇した。

## 人物
昔からキラキラしたアイドルやモデルが好きで、そこからオシャレやメイクに目覚め、中学生の頃からメイクをしていた。進路に悩み、改めて自分の好きなことや得意なことを考えた際に、自分の好きなことはヘアメイクであるとの結論に至り、高校卒業後に美容学校へ入学。デビュー前はヘアメイクのアシスタントをしていた。
趣味はNetflixやアニメを見ること、映画鑑賞、ショッピング。また韓国のガールズグループBLACKPINKが好きで、中でもジェニーの大ファンである。
好きな異性のタイプは、優しい性格で清潔感があり、ぽっちゃり体型の「クマのプーさん」みたいな安心感のある人。
性の目覚めは、13歳の時に偶然AVを見たこと。その時は興奮しなかったが、エッチなものに興味が湧き、もっと見てみたいと思ったと振り返っている。
初体験は高校1年の時で、相手は半年ほど付き合っていた1歳上の彼氏。場所は彼の家だった。デビューまでの経験人数は片手で収まる人数。好きな体位は正常位、性感帯はクリトリスとアソコの中。
また自慰行為は、初体験よりも後にAVで見たのをきっかけに知り、美容学校へ入学して一人暮らしを始めてからするようになった。それ以前はそのような行為があることも知らず、性欲があまり無かったこともあり、したことがなかった。
アサ芸シークレット編集部は長身活手足の長い完璧スタイルと筆致。切れ長の猫目顔は「エロ下着やコスプレが似合いすぎ」と衣裳映えするスタイルを評価した。

## 作品
◎はBD版発売作品。

### アダルトDVD / BD
- 新人NO.1STYLE 倉木華 AVデビュー 「私の22年間とセックス、ぜんぶを見てくださいー」（5月28日、エスワン）◎
- ド級新人‘倉木華’の敏感長身ボディを更に! とことん! めちゃイキ性開発3本番! 初体験スペシャル（6月25日、エスワン）◎
- 美女の唾液だっくだくベロキスと本気汁で性器とろける濃厚セックス（7月23日、エスワン）◎
- 激イキ138回! 痙攣5590回! イキ潮2000cc! 長身美人エロス覚醒 はじめての大・痙・攣スペシャル（8月27日、エスワン）◎
- 生意気OLが出張先ホテルでセクハラ中年上司と2人きり。 いつもキモいと思っていたのに朝まで萎えない絶倫チ●ポに彼氏よりもメロメロ快楽堕ち。（9月24日、エスワン）[9]
- 無邪気で絶対Hさせてくれそうな彼女の妹が終電逃して泊まりに来た。（10月22日、エスワン）◎ [10]
- 綺麗で可愛い― キレカワお姉さんが【美顔・美乳・美尻・美脚】でヌキまくる極上密着メンズエステ（11月26日、エスワン）[1]
- S1 PRECIOUS GIRLS 2024 オールスター24名大集合ハーレムアイランドSpecial（12月10日、エスワン）[11][12][13] ◎

- 年下のくせに生意気な幼なじみが彼氏に振られて寂しくなってあざとくチンチンおねだり（1月28日、エスワン）◎
- 皆が羨む僕のキレカワ彼女が他人棒に堕ちていた… ヘアサロンNTR（2月25日、エスワン）◎
- エスワン20周年記念 AV業界史に残る最強タッグ作品 顔面偏差値No.1の女子生徒たちがヌキハメ放題で来場者を満足させてくれるエスワン学園射精祭（3月11日、エスワン）[14] ◎
- 敏感すぎるオマ●コを持つ美人を6時間ぶっ通しでイカセ続けてみた!（3月25日、エスワン）◎
- 姉がメンズエステでバイトを始めたんだが、僕で際どいマッサージの練習してきてヤバい!（4月22日、エスワン）
- エスワン20周年記念 AV業界史に残る最強タッグ作品 世界トップクラスの美女に囲まれて柔らか艶肌むぎゅむぎゅ超密着！スッキリ連続射精！キス、乳首、股間…性感帯シンクロ同時責め【主観】あなただけの性処理専門全裸メイド倶楽部（5月27日、エスワン）[15] ◎
- 女子アナみたいな女子大生を我慢できずにメチャクチャ痴漢してやったら…彼氏よりも俺のテクの虜に。 （5月27日、エスワン）
- 美人でちゃんと隙もある_そんなお天気キャスターは局内のセクハラ標的になりすぎてほぼセックスワーカーに。（6月24日、エスワン）
- エスワン20周年記念 AV業界史に残る最強タッグ作品 1×18。AVメーカーS1所属の新人ADの俺は、最高セクシー女優様たちにこっそりシコられ、ハメられ、エロいことに巻き込まれる、AV職場ラッキーSEX（7月22日、エスワン）
- おバカな赤点J●からのエッチな提案「先生、一発ヌイてあげるから補習はナシで！」（7月22日、エスワン）◎

### VR作品
- VR NO.1 STYLE＜倉木華＞解禁 キレかわ笑顔にズッキュン! 大人と少女の間を交錯する22歳 倉木華ってどんな女の子?（6月30日、エスワン）

- 「いつもは受け身だけど攻めちゃうんだからぁ」 こっそりM性感に通ってた最低彼氏（僕）を戸惑い恥じらいながら痴女ってくれる激おこ彼女とおうちM性感ごっこ 倉木華（4月10日、エスワン）
- クリクリの大きな目でじっく～り見つめながら馬鹿みたいに甘やかして癒してご奉仕してくれる誉め殺しギャルメイド 倉木華（7月24日、エスワン）

### イメージDVD / BD
- 推しに好かれて困ってます 倉木華（2024年11月12日、FAIR & WAY）◎[16]

### 写真集
- 倉木華1st写真集『Flower』（2024年9月25日、ジーオーティー、撮影：LUCKMAN）ISBN 978-4-8236-0747-9[17]

### デジタル写真集
- Love Paradise 倉木華（2025年5月1日、a-list photo anthology）※イメージ作品『推しに好かれて困ってます 倉木華』のデジタル写真集版。

## 出演

### テレビ
- 月ともぐら（2025年6月20日 - 7月18日、テレビ東京)

### ドラマ
- 桃色探訪〜伝説の風俗〜（2025年8月30日、チャンネルNECO）風俗嬢・ちひろ役[18]

### ウェブテレビ
- 鶴瓶&ナイナイのちょっとあぶないお正月2025（2025年1月1日、ABEMA）- カメラアプリ美女、試着室美女役[19]